# Petalonyx thurberi
Petalonyx thurberi är en brännreveväxtart som beskrevs av Samuel Frederick Gray. Petalonyx thurberi ingår i släktet Petalonyx och familjen brännreveväxter. Utöver nominatformen finns också underarten P. t. gilmanii.

## Bildgalleri

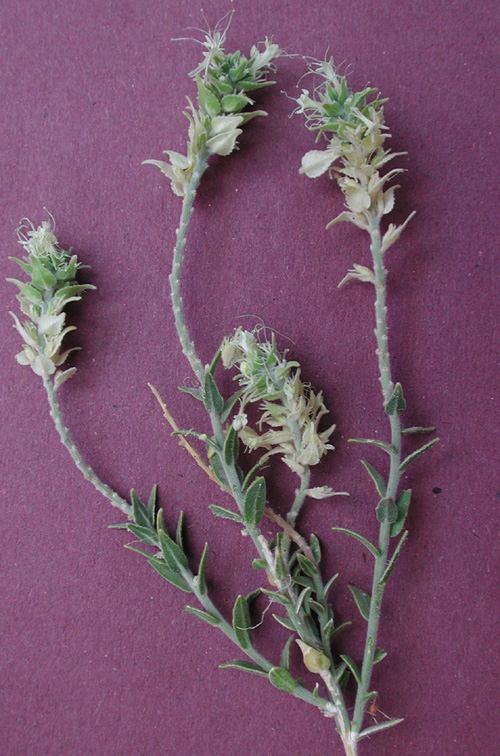
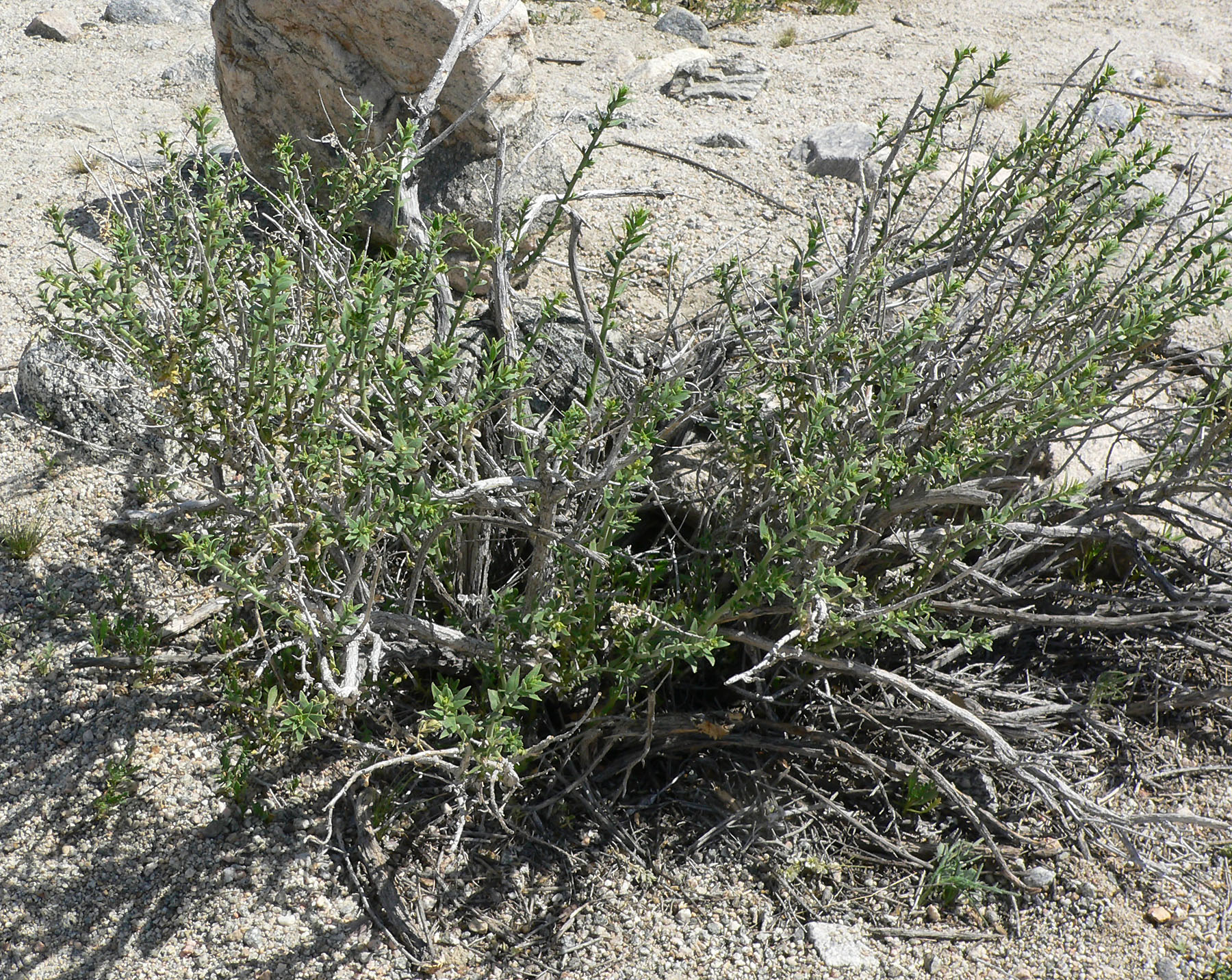